# Éber Moas
Éber Moas, vollständiger Name Éber Alejandro Moas Silveira, (* 25. März 1969 in Montevideo) ist ein ehemaliger uruguayischer Fußballspieler.

## Karriere

### Vereine
Éber Moas gehörte zu Beginn seiner Karriere von 1988 bis Mitte 1991 der Mannschaft des Danubio FC an. In diesem Zeitraum gewannen die Montevideaner 1988 die uruguayische Meisterschaft. In der Meisterschaftssaison bestritt er 24 Partien in der Primera División und schoss sieben Tore. Sodann spielte er von 1991 bis Ende Juni 1994 für CA Independiente, wurde 65-mal in der höchsten argentinischen Spielklasse eingesetzt und erzielte zwei Treffer. Es folgte bis Mitte 1995 eine Karrierestation bei América de Cali. Bei den Kolumbianern lief er in 33 Ligaspielen (kein Tor) auf. In den folgenden zwei Jahren war CF Monterrey aus Mexiko sein Arbeitgeber, für den er einmal bei 62 Ligaeinsätzen ins gegnerische Tor traf. Anschließend verpflichtete ihn der EC Vitória aus Brasilien, bei dem er in 15 Ligabegegnungen (kein Tor) mitwirkte. Mitte 1998 kehrte er für ein Jahr zum CF Monterrey zurück und wurde weitere 17-mal (kein Tor) in der Primera División eingesetzt. Im Juli 1999 wechselte er wieder zum Danubio FC und absolvierte dort 34 Ligaspiele in der Saison 2001, bei denen ihm ein persönlicher Torerfolg gelang. Das Engagement bei dem Klub aus Montevideo endete Mitte 2002. Danach ist erst ab Juli 2005 eine weitere Karrierestation beim Racing Club de Montevideo für ihn verzeichnet, im Rahmen derer er in den Spielzeiten 2005/06 und 2006/07 noch 19-mal (kein Tor) in der Segunda División eingesetzt wurde. In der Saison 2007/08 wird er als Spieler des Club Atlético Rentistas geführt.

### Nationalmannschaft
Moas debütierte am 27. September 1988 in der uruguayischen A-Nationalmannschaft. Bereits spätestens seit seinem dritten Länderspiel führte er das Team mehrmals als Kapitän an. Er nahm mit der „Celeste“ an der Copa América 1991 teil, bei der er in vier Turnierspielen eingesetzt wurde. Auch bei dem südamerikanischen Kontinentalturnier im Jahre 1993 gehörte er dem uruguayischen Aufgebot an und lief ebenfalls viermal im Wettbewerb auf. 1995 gewann er dann schließlich mit dem von Héctor Núñez betreuten uruguayischen Kader die Copa América und trug dazu mit sechs Turniereinsätzen bei. Für die Copa América 1997 wurde er erneut nominiert und bestritt als Kapitän der „Celeste“ alle drei Partien der Vorrunde, nach der Uruguay aus dem Wettbewerb ausschied. Im rund einen Monat nach dem Ausscheiden Uruguays am 20. Juli 1997 ausgetragenen WM-Qualifikationsspiel gegen Bolivien, das mit 0:1 verloren wurde, bestritt Moas sodann sein letztes von insgesamt 48 Länderspielen. Roque Máspoli war zu jenem Zeitpunkt Nationaltrainer Uruguays. Ein Länderspieltor erzielte er im Laufe seiner Karriere nicht.

### Erfolge
- Copa América: 1995
- Uruguayischer Meister: 1988